# Steeple (Essex)
Steeple – wieś i civil parish w Anglii, w hrabstwie Essex, w dystrykcie Maldon. Leży 23 km na wschód od miasta Chelmsford i 68 km na wschód od Londynu. W 2011 roku civil parish liczyła 490 mieszkańców. Steeple jest wspomniana w Domesday Book (1086) jako Stepla.